# 廬卡雅群島
卢卡亚群岛（英語：Lucayan Archipelago）也称为巴哈马群岛，名字来源于当地的土著卢卡亚人（Lucayan people），是一个由巴哈马联邦和英国的海外领土特克斯和凯科斯群岛组成的岛屿群。该群岛位于北大西洋西部，古巴和其他安的列斯群岛以北，佛罗里达州东部和东南部。
William Keegan写道：“抛开现代政治因素不谈，这些岛屿形成了一个具有共同地质、生态和文化根源的群岛。”虽然卢卡亚群岛是西印度群岛的一部分，但它并不位于加勒比海中。

## 国家和地区
- 巴哈马
- 特克斯和凯科斯群岛（英国）